# Danh sách cầu thủ tham dự Giải vô địch bóng đá nữ châu Âu 1995
Đây là danh sách đội hình các đội bóng tham dự Giải vô địch bóng đá nữ châu Âu 1995.
Cầu thủ được đánh dấu (c) là đội trưởng của đội tuyển quốc gia đó.

## Anh
Huấn luyện viên:  Ted Copeland

| Số | VT | Cầu thủ           | Ngày sinh (tuổi)            | Trận | Bàn | Câu lạc bộ         |
| -- | -- | ----------------- | --------------------------- | ---- | --- | ------------------ |
|    | TM | Pauline Cope      | 16 tháng 2, 1969 (25 tuổi)  |      |     | Arsenal Ladies     |
|    | TM | Lesley Higgs      | 25 tháng 10, 1965 (29 tuổi) |      |     | Wembley Ladies     |
|    | HV | Samantha Britton  | 8 tháng 12, 1973 (21 tuổi)  |      |     | Arsenal Ladies     |
|    | HV | Tina Mapes        | 21 tháng 1, 1971 (23 tuổi)  |      |     | Croydon Women      |
|    | TV | Kirsty Pealling   | 14 tháng 4, 1975 (19 tuổi)  |      |     | Arsenal Ladies     |
|    | HV | Donna Smith       | 17 tháng 1, 1967 (27 tuổi)  |      |     | Croydon Women      |
|    | HV | Clare Taylor      | 22 tháng 5, 1965 (29 tuổi)  |      |     | Liverpool Ladies   |
|    | HV | Louise Waller     | 30 tháng 7, 1969 (25 tuổi)  |      |     | Millwall Lionesses |
|    | TV | Debbie Bampton    | 7 tháng 10, 1961 (33 tuổi)  |      |     | Croydon Women      |
|    | TV | Karen Burke       | 14 tháng 6, 1971 (23 tuổi)  |      |     | Liverpool Ladies   |
|    | TV | Gillian Coultard  | 22 tháng 7, 1963 (31 tuổi)  |      |     | Doncaster Belles   |
|    | TV | Kerry Davis       | 8 tháng 2, 1962 (32 tuổi)   |      |     | Croydon Women      |
|    | TV | Janice Murray     | 26 tháng 10, 1966 (28 tuổi) |      |     | Liverpool Ladies   |
|    | TV | Marie Anne Spacey | 13 tháng 2, 1966 (28 tuổi)  |      |     | Arsenal Ladies     |
|    | TV | Sian Williams     | 2 tháng 2, 1968 (26 tuổi)   |      |     | Arsenal Ladies     |
|    | TĐ | Karen Farley      | 2 tháng 9, 1970 (24 tuổi)   |      |     | Hammarby IF        |
|    | TĐ | Karen Walker      | 29 tháng 7, 1969 (25 tuổi)  |      |     | Doncaster Belles   |

## Đức
Huấn luyện viên:  Gero Bisanz

| Số | VT | Cầu thủ            | Ngày sinh (tuổi)            | Trận | Bàn | Câu lạc bộ             |
| -- | -- | ------------------ | --------------------------- | ---- | --- | ---------------------- |
|    | TM | Manuela Goller     | 1 tháng 4, 1964 (30 tuổi)   |      |     | Grün-Weiß Brauweiler   |
|    | TM | Elke Walther       | 23 tháng 11, 1970 (24 tuổi) |      |     | FSV Frankfurt          |
|    | HV | Birgitt Austermühl | 8 tháng 10, 1965 (29 tuổi)  |      |     | FSV Frankfurt          |
|    | HV | Anouschka Bernhard | 5 tháng 10, 1970 (24 tuổi)  |      |     | FSV Frankfurt          |
|    | HV | Sandra Minnert     | 7 tháng 4, 1973 (21 tuổi)   |      |     | FSV Frankfurt          |
|    | HV | Jutta Nardenbach   | 13 tháng 8, 1968 (26 tuổi)  |      |     | TuS Ahrbach            |
|    | HV | Dagmar Pohlmann    | 7 tháng 2, 1972 (22 tuổi)   |      |     | FSV Frankfurt          |
|    | TV | Doris Fitschen     | 25 tháng 10, 1968 (26 tuổi) |      |     | Sportfreunde Siegen    |
|    | TV | Ursula Lohn        | 7 tháng 11, 1966 (28 tuổi)  |      |     | TuS Ahrbach            |
|    | TV | Martina Voss       | 22 tháng 12, 1967 (26 tuổi) |      |     | FC Rumeln-Kaldenhausen |
|    | TV | Bettina Wiegmann   | 7 tháng 10, 1971 (23 tuổi)  |      |     | Sportfreunde Siegen    |
|    | TV | Pia Wunderlich     | 26 tháng 1, 1975 (19 tuổi)  |      |     | SG Praunheim           |
|    | TĐ | Katja Bornschein   | 16 tháng 3, 1972 (22 tuổi)  |      |     | FSV Frankfurt          |
|    | TĐ | Patricia Brocker   | 7 tháng 4, 1966 (28 tuổi)   |      |     | TuS Niederkirchen      |
|    | TĐ | Maren Meinert      | 5 tháng 8, 1973 (21 tuổi)   |      |     | FC Rumeln-Kaldenhausen |
|    | TĐ | Heidi Mohr         | 29 tháng 5, 1967 (27 tuổi)  |      |     | TuS Ahrbach            |
|    | TĐ | Silvia Neid (c)    | 2 tháng 5, 1964 (30 tuổi)   |      |     | TSV Siegen             |
|    | TĐ | Birgit Prinz       | 25 tháng 10, 1977 (17 tuổi) |      |     | FSV Frankfurt          |

## Na Uy
Huấn luyện viên:  Even Pellerud

| Số | VT | Cầu thủ              | Ngày sinh (tuổi)            | Trận | Bàn | Câu lạc bộ           |
| -- | -- | -------------------- | --------------------------- | ---- | --- | -------------------- |
|    | TM | Reidun Seth          | 9 tháng 6, 1966 (28 tuổi)   |      |     | Öxabäck IF           |
|    | HV | Merete Myklebust     | 16 tháng 5, 1973 (21 tuổi)  |      |     | Trondheims-Ørn       |
|    | HV | Nina Nymark Andersen | 28 tháng 9, 1972 (22 tuổi)  |      |     | Sandviken            |
|    | HV | Heidi Støre (c)      | 4 tháng 7, 1963 (31 tuổi)   |      |     | Kolbotn IL           |
|    | HV | Anita Waage          | 31 tháng 7, 1971 (23 tuổi)  |      |     | Trondheims-Ørn       |
|    | HV | Agnete Carlsen       | 15 tháng 1, 1971 (23 tuổi)  |      |     | Kolbotn              |
|    | HV | Gro Espeseth         | 30 tháng 10, 1972 (22 tuổi) |      |     | Sandviken            |
|    | TV | Anne Nymark Andersen | 28 tháng 9, 1972 (22 tuổi)  |      |     | Sandviken            |
|    | TV | Monica Enlid         | 24 tháng 4, 1973 (21 tuổi)  |      |     | Trondheims-Ørn       |
|    | TV | Hege Riise           | 18 tháng 7, 1969 (25 tuổi)  |      |     | Setskog/Høland FK    |
|    | TĐ | Ann Kristin Aarønes  | 19 tháng 1, 1973 (21 tuổi)  |      |     | Trondheims-Ørn       |
|    | TĐ | Birthe Hegstad       | 23 tháng 7, 1966 (28 tuổi)  |      |     | Sprint-Jeløy         |
|    | TĐ | Randi Leinan         | 9 tháng 4, 1968 (26 tuổi)   |      |     | Trondheims-Ørn       |
|    | TĐ | Linda Medalen        | 17 tháng 6, 1965 (29 tuổi)  |      |     | Nikko Sec. Ladies FC |
|    | TĐ | Marianne Pettersen   | 4 tháng 12, 1975 (19 tuổi)  |      |     | Gjelleråsen          |
|    | TĐ | Kristin Sandberg     | 23 tháng 3, 1972 (22 tuổi)  |      |     | Asker                |

## Thụy Điển
Huấn luyện viên:  Bengt Simonson

| Số | VT | Cầu thủ            | Ngày sinh (tuổi)            | Trận | Bàn | Câu lạc bộ      |
| -- | -- | ------------------ | --------------------------- | ---- | --- | --------------- |
| 1  | TM | Elisabeth Leidinge | 6 tháng 3, 1957 (37 tuổi)   |      |     | Malmö FF        |
| 2  | HV | Annika Nessvold    | 24 tháng 2, 1971 (23 tuổi)  |      |     | Malmö FF        |
| 3  | HV | Åsa Jakobsson      | 2 tháng 6, 1966 (28 tuổi)   |      |     | Gideonsbergs IF |
| 4  | TĐ | Pia Sundhage (c)   | 13 tháng 2, 1960 (34 tuổi)  |      |     | Hammarby IF     |
| 5  | HV | Kristin Bengtsson  | 12 tháng 1, 1970 (24 tuổi)  |      |     | Hammarby IF     |
| 6  | TV | Anneli Olsson      | 7 tháng 2, 1967 (27 tuổi)   |      |     | Hammarby IF     |
| 7  | TV | Malin Andersson    | 4 tháng 5, 1973 (21 tuổi)   |      |     | Älvsjö AIK      |
| 8  | TV | Eva Zeikfalvy      | 18 tháng 4, 1967 (27 tuổi)  |      |     | Malmö FF        |
| 9  | TĐ | Ulrika Kalte       | 19 tháng 5, 1970 (24 tuổi)  |      |     | Älvsjö AIK      |
| 10 | TĐ | Anneli Andelén     | 21 tháng 6, 1968 (26 tuổi)  |      |     | Öxabäck/Mark IF |
| 11 | TĐ | Helen Johansson    | 9 tháng 7, 1965 (29 tuổi)   |      |     | Jitex BK/JG93   |
| 12 | TM | Annelie Nilsson    | 14 tháng 6, 1971 (23 tuổi)  |      |     | Sunnanå SK      |
| 13 | HV | Malin Lundgren     | 9 tháng 3, 1967 (27 tuổi)   |      |     | Malmö FF        |
| 14 | TV | Susanne Hedberg    | 26 tháng 6, 1972 (22 tuổi)  |      |     | Gideonsbergs IF |
| 15 | TV | Anna Pohjanen      | 25 tháng 1, 1974 (20 tuổi)  |      |     | Sunnanå SK      |
| 16 | TĐ | Helen Nilsson      | 24 tháng 11, 1970 (24 tuổi) |      |     | Gideonsbergs IF |
| 17 | TĐ | Lena Videkull      | 9 tháng 12, 1962 (32 tuổi)  |      |     | Malmö FF        |

Nguồn: Swedish Football Association